# Nécropole de Forcadas
La nécropole de Forcadas est un site archéologique composé d'un ensemble de tombeaux, probablement construits au Haut Moyen Âge. Elle est située dans la freguesia de Matança (pt), sur le territoire de la municipalité de Fornos de Algodres (district de Guarda, Portugal),. 
Elle n'est pas encore classée.

## Historique
La nécropole date du Moyen Âge (VIIe et VIIIe siècles). Le site comprend environ 25 tombes non anthropomorphes creusées dans la roche, de forme ovale, rectangulaire et trapézoïdale, dont certaines sont jumelées. Elles étaient recouvertes de dalles de granit. Ce type de tombe était courant dans cette région du VIe au XIVe siècle, avec une importance accrue entre les IXe et XIe siècles.
Selon certains historiens, ils seraient d'origine wisigothique.
Á proximité se trouve le dolmen de Matança.

## Galerie

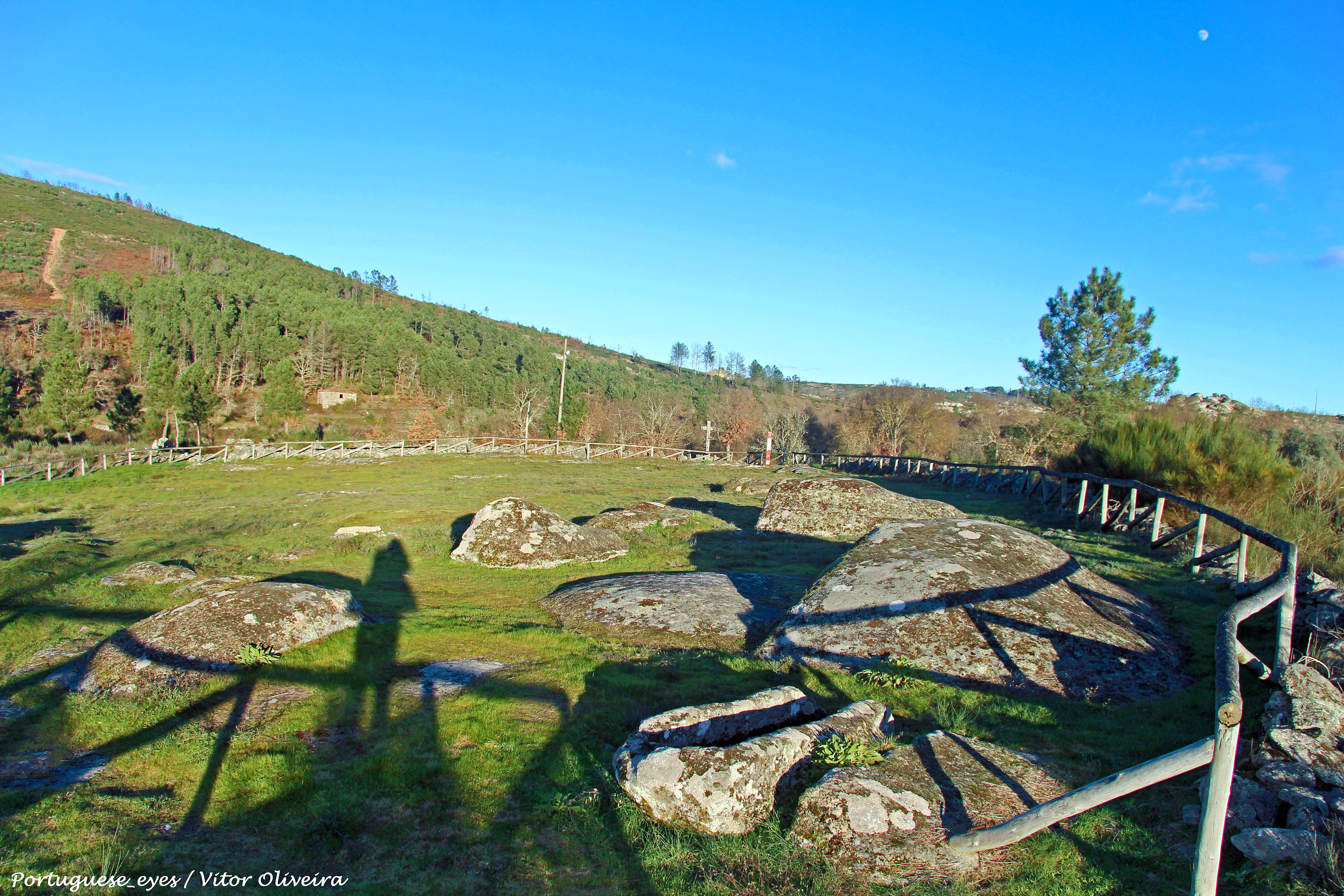
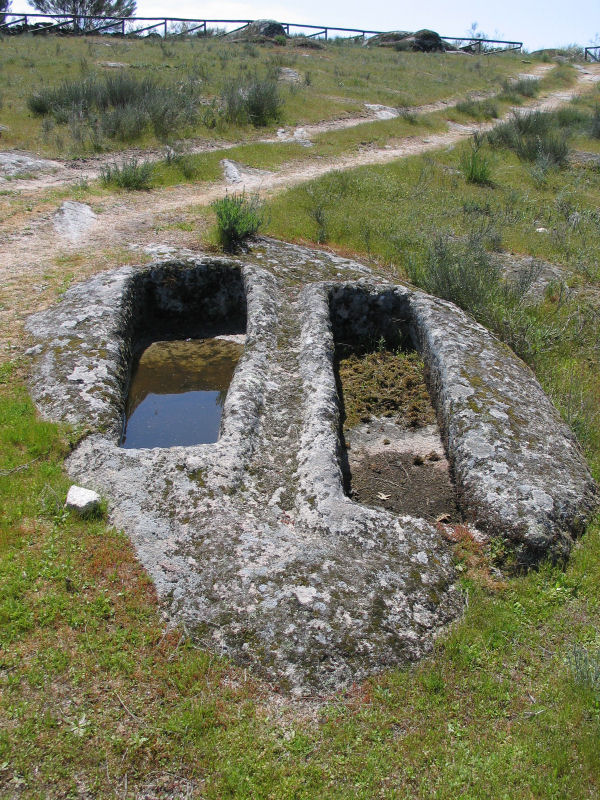
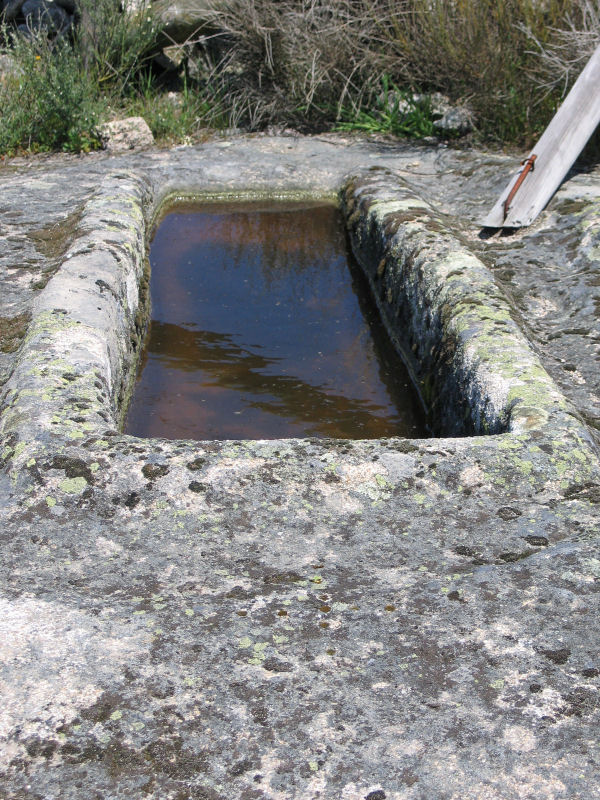